# Plagiochila biondiana
Plagiochila biondiana là một loài rêu trong họ Plagiochilaceae. Loài này được C. Massal. mô tả khoa học đầu tiên năm 1897.